# MHC Oosterbeek
De Mixed Hockey Club Oosterbeek (MHCO) is opgericht op 13 november 1934 en telt thans 840 leden. De speelvelden van "Oosterbeek", zoals de club meestal wordt genoemd, liggen in de bossen van het landgoed "De Bilderberg" net westelijk van de kern van het dorp Oosterbeek. De ligging van het terrein behoort tot de mooiste in de regio. De club heeft momenteel drie semi-watervelden.
Het grootste succes van de club dateert uit 1996. Dames 1 behaalt dat jaar, onder leiding van oud-international Irene Hendriks, het kampioenschap in de Tweede Klasse en promoveerde naar de Eerste Klasse. Het volgende seizoen degradeerde Dames 1 echter alweer en ook in de daarop volgende seizoenen kon klassebehoud niet veilig worden gesteld, waardoor Dames 1 sinds 1998 in de Vierde Klasse uit kwam.
De club staat sinds die periode vooral bekend als een gezelligheidsclub.
Met ingang van het seizoen 2007-2008 heeft er echter een cultuuromslag plaatsgevonden. Het groeiende aantal jeugdleden was hier een van de oorzaken van. Een interim-bestuur onder leiding van voorzitter Frans Welsch meende dat er voor de jeugdleden een sportief toekomst perspectief bij de club diende te zijn en stelde een beleidsplan op. Dat beleidsplan voorziet in doorstroom van eigen jeugd naar seniorenelftallen en in promotie binnen afzienbare tijd van Heren 1 en Dames 1 naar de Tweede Klasse. De eerste goede stappen om het beleidsplan te realiseren zijn inmiddels gezet. Dames 1 is op 25 mei 2008 onder leiding van coach Anne de Jong kampioen geworden van de Vierde Klasse en maakt dus voor het eerst sinds tien jaar de stap naar boven. Heren 1 speelt sinds het seizoen 2011-2012 in de Derde Klasse.
Het verenigingsorgaan van MHCO heet "De Gong".
Paradepaardje van de club is Veteranen A, dat uitkomt in de Volvo Hoofdklasse.

## (Oud-)internationals van MHC Oosterbeek
- Irene Hendriks

## Bijzondere leden van MHC Oosterbeek
Ere-voorzitter
- G.A. de Goeijen

Ere-leden
- J.A. Eykelhoff
- H.M. Schut
- J. Heynis
- K. Corporaal
- R. Wesselink (1974)
- J.J. Wanrooy (1974)
- mr. A.H. Trijbits (1989)
- W. Kuik (2001)
- J.J. de Hond (2001)
- A.S.W.M. Bonsel (2004)
- Mw. J.H.G.M. Strijbosch (2004)
- Mw. L. Welsch (2004)
- Dhr. Hans-Robert van der Doe (2015)

Leden van verdienste
- J. Brand
- J.J. de Hond
- A. Onland